# Зайон (національний парк)
Націона́льний па́рк За́йон (англ. Zion National Park) — національний парк США в штаті Юта, поблизу міста Спрінгдейл. Площа — 593 км². Визначним місцем є каньйон Зайон довжиною 24 км та глибиною до 800 м, вимитий північним рукавом річки Вірджин у пісковиках Навахо, забарвлених у рудуватий і бронзовий колір.

## Геологія
Геологія каньйонів Зайон і Колоб включає дев'ять геологічних формацій, у яких представлені седименти 150 мільйонів років, що відносяться в основному до мезозойської ери. У різні часові періоди ця область знаходилася під впливом мілких морів, течій, озер, обширних пустель. Обширний підйом цього району на 3000 метрів, що призвів до формування плато Колорадо, розпочався 13 мільйонів років тому.
Особливістю каньйону Колоб є те, що, на відміну від інших місць плато Колорадо, шари розташовані не горизонтально, а під великим нахилом, пов'язаним з геологічними напруженнями й вигинами, які відбулися перед підйомом плато Колорадо.

## Географія та клімат
Парк розташований у південно-західній частині штату Юта на плато Маркагунт і Колоб, на перетині трьох північноамериканських географічних районів: плато Колорадо, Великого Басейну та пустелі Мохаве. Північна частина парку, що має назву Каньйон Колоб, ізольована, і в неї можна потрапити зі з'їзду 40 з магістралі 15 штату Юта.
Вершина гори Кінське Ранчо (англ. Horse Ranch Mountain), що знаходиться на висоті 2660 м, є найвищою точкою в парку Зайон. Найнижча точка — 1120 м — знаходиться на підйомі Коул Пітс Вош (англ. Coal Pits Wash) протяжністю 1500 м.
За системою Кеппена національний парк Зайон було класифіковано як BWk — пустельний клімат із високими температурами влітку, низькими взимку та обмеженою кількістю атмосферних опадів.

## Історія заселення
Заселення цього району розпочалося приблизно вісім тисяч років тому. Виявлені сліди невеликих сімейних груп індіанських племен, від одної з яких до 300 року н. е. пішла гілка напівкочових племен анасазі. У той же час там проживали фремонтці. Обидві групи до 1300 року були витіснені південними племенами паютів.
Каньйон був відкритий мормонами в 1858 році та заселений ними на початку 1860-х років.

## Створення національного парку
У 1909 році президент США Вільям Тафт з метою збереження каньйону присвоїв цьому місцю статус національного монумента під назвою «Національний Монумент Мукунтувіп» (англ. Mukuntuweap National Monument). Проте в 1918 році виконувач обов'язків директора нещодавно створеної Служби національних парків перейменував цей парк на Зайон, оскільки попередня назва не прижилася. Конгрес США узаконив статус національного парку 19 листопада 1919 року. Розташований на північному заході каньйон Колоб був проголошений як окремий «Національний Монумент Зайон» у 1937 році, а в 1956 році був об'єднаний з національним парком Зайон.
До створення національного парку туризм у цій області був розвинений слабко через віддаленість і відсутність сервісу. Починаючи з 1910 року, старі залізниці стали переобладнувати в автотраси, а в 1917 році була проведена дорога в каньйон Зайон.
Дорога в каньйон Зайон закінчується біля Храму Сінавави («Сінавава» [Sinawava] відноситься до божества індіанського племені паютів в образі койота). Після храму дорога звужується, і далі йдуть пішохідні стежки в ущелині Зайон Нерроус (англ. Zion Narrows) шириною 6 метрів і висотою до 600 метрів. З початку квітня по кінець жовтня через завантаженість рух по дорозі каньйону Зайон обмежений: по ній регулярно курсують безкоштовні автобуси. В інші пори року дорога відкрита для особистого транспорту.
У 1927 році почалася робота над шосе Зайон — гора Кармель (англ. Zion — Mount Carmel Highway), щоб забезпечити надійне транспортне сполучення між Спрінгдейлом та східною частиною парку. Дорога відкрилась у 1930 році, і відвідування парку стрімко зросли. Найвідомішою особливістю шосе є тунель довжиною 1,8 км, який має шість великих вікон, прорізаних крізь пісковикову скелю. До визначних місць також належить Шахова гора (англ. Checkerboard Mesa).